# MotoGP Legends

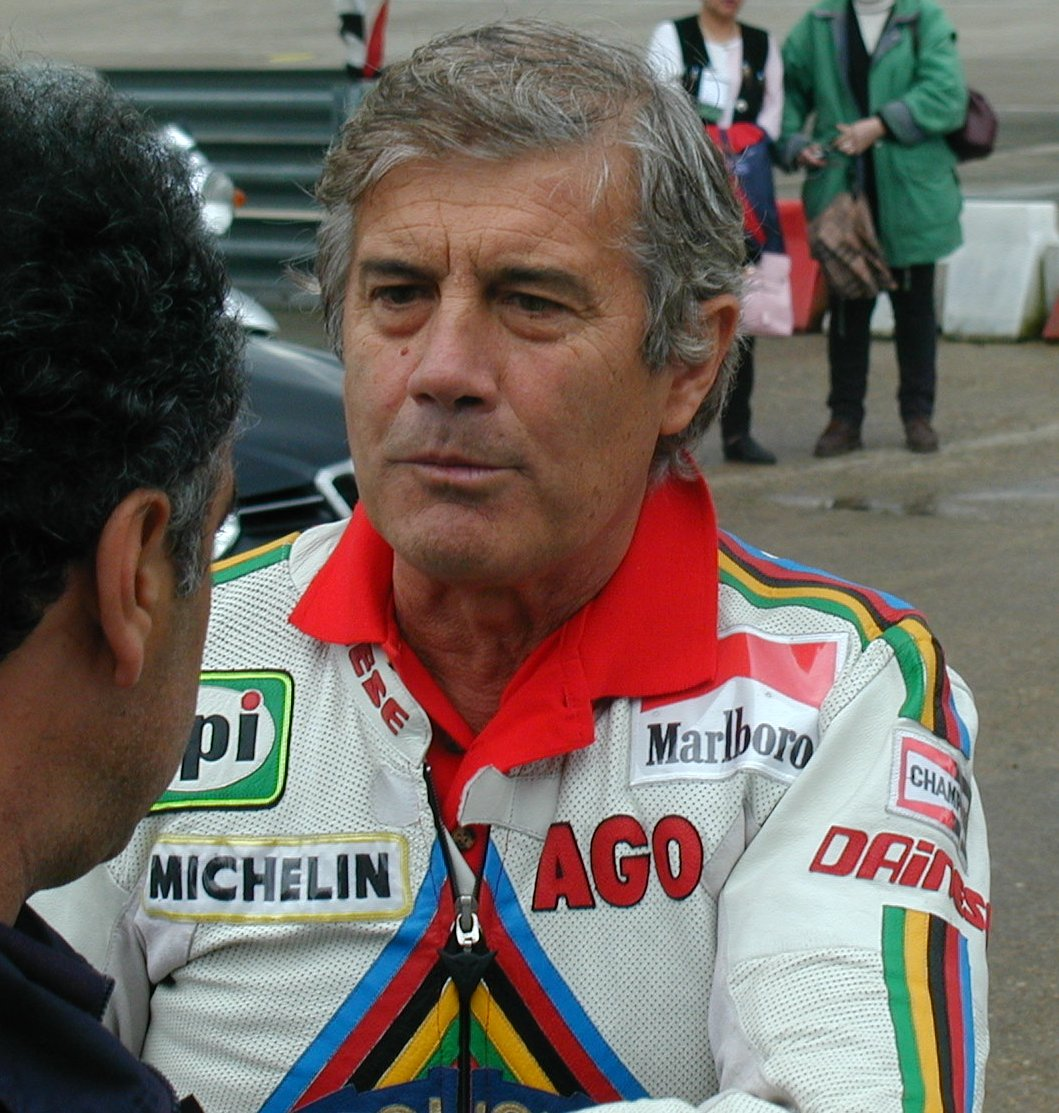
Le MotoGP legends est le temple de la renommée des grands prix moto (motoGp) depuis sa création en 2000.

Le MotoGP Legends est le temple de la renommée des Grand Prix moto (MotoGP).
Depuis sa création en 2000, 38 pilotes ont été intronisés. Le premier était l'Australien Mick Doohan, honoré en mai 2000 au Mugello, et le dernier en date, l’italien Andrea Dovizioso , intronisé en 8 juin 2023 lors du Grand Prix moto d'Italie au Mugello.

## Pilotes intronisés
| Nom                       | Nationalité      | Date de naissance | Titres mondiaux | Victoires |
| ------------------------- | ---------------- | ----------------- | --------------- | --------- |
| Giacomo Agostini          | Italie           | 16 juin 1942      | 15              | 122       |
| Hugh Anderson             | Nouvelle-Zélande | 18 janvier 1936   | 4               | 25        |
| Hans Georg Anscheidt (it) | Allemagne        | 23 décembre 1935  | 3               | 14        |
| Kork Ballington           | Afrique du Sud   | 10 avril 1951     | 4               | 31        |
| Max Biaggi                | Italie           | 26 juin 1971      | 4               | 42        |
| Álex Crivillé             | Espagne          | 4 mars 1970       | 2               | 20        |
| Mick Doohan               | Australie        | 4 juin 1965       | 5               | 54        |
| Stefan Dörflinger         | Suisse           | 23 décembre 1949  | 4               | 18        |
| Andrea Dovizioso          | Italie           | 23 mars 1986      | 1               | 24        |
| Geoff Duke (†)            | Royaume-Uni      | 29 mars 1923      | 6               | 33        |
| Wayne Gardner             | Australie        | 11 octobre 1959   | 1               | 18        |
| Mike Hailwood (†)         | Royaume-Uni      | 2 avril 1940      | 9               | 76        |
| Nicky Hayden (†)          | États-Unis       | 30 juillet 1981   | 1               | 3         |
| Daijiro Kato (†)          | Japon            | 4 juillet 1976    | 1               | 18        |
| Eddie Lawson              | États-Unis       | 11 mars 1958      | 4               | 31        |
| Jorge Lorenzo             | Espagne          | 4 mai 1987        | 5               | 68        |
| Marco Lucchinelli         | Italie           | 26 juin 1954      | 1               | 6         |
| Randy Mamola              | États-Unis       | 10 novembre 1959  | 0               | 13        |
| Anton Mang                | Allemagne        | 29 septembre 1949 | 5               | 42        |
| Jorge Martínez            | Espagne          | 29 août 1962      | 5               | 37        |
| Ángel Nieto (†)           | Espagne          | 25 janvier 1947   | 13              | 90        |
| Dani Pedrosa              | Espagne          | 29 septembre 1985 | 3               | 54        |
| Wayne Rainey              | États-Unis       | 23 octobre 1960   | 3               | 24        |
| Phil Read (†)             | Royaume-Uni      | 1er janvier 1939  | 7               | 52        |
| Jim Redman                | Rhodésie         | 8 novembre 1931   | 6               | 45        |
| Kenny Roberts             | États-Unis       | 31 décembre 1951  | 3               | 24        |
| Kenny Roberts Jr          | États-Unis       | 25 juillet 1973   | 1               | 8         |
| Valentino Rossi           | Italie           | 16 février 1979   | 9               | 115       |
| Jarno Saarinen (†)        | Finlande         | 11 décembre 1945  | 1               | 15        |
| Kevin Schwantz            | États-Unis       | 19 juin 1964      | 1               | 25        |
| Barry Sheene (†)          | Royaume-Uni      | 11 septembre 1950 | 2               | 23        |
| Marco Simoncelli (†)      | Italie           | 20 janvier 1987   | 1               | 14        |
| Freddie Spencer           | États-Unis       | 20 décembre 1961  | 3               | 27        |
| Casey Stoner              | Australie        | 16 octobre 1985   | 2               | 45        |
| John Surtees (†)          | Royaume-Uni      | 11 février 1934   | 7               | 38        |
| Luigi Taveri (†)          | Suisse           | 19 septembre 1929 | 3               | 30        |
| Carlo Ubbiali (†)         | Italie           | 2 septembre 1929  | 9               | 39        |
| Franco Uncini             | Italie           | 9 mars 1955       | 1               | 7         |

| † | Pilote intronisé à titre posthume |